# Gleimia
Genre
Gleimia est un genre de bacilles Gram positifs de la famille des Actinomycetaceae. Son nom fait référence à la microbiologiste Dorothea Gleim, en hommage à ses travaux dans le service de Nomenclature Actualisée des Procaryotes (PNU, devenu LPSN) de l'institut allemand DSMZ. 

## Taxonomie
Ce genre est créé en 2018 par I. Nouioui et al. lors de la révision de l'embranchement des « Actinobacteria » (devenu Actinomycetota) réalisée par cette équipe à l'aide de techniques de phylogénétique moléculaire. Il est validé la même année par une publication dans l'IJSEM. En s'appuyant sur le séquençage de génomes complets, et non sur celui d'un seul gène tel que celui de l'ARNr 16S, cette équipe propose la création de 17 nouveaux genres d’Actinomycetota, dont Gleimia. À sa création ce genre se compose donc uniquement d'espèces reclassées, dont deux en provenance du genre Actinomyces.

## Liste d'espèces
Selon la LPSN (6 décembre) :
- Gleimia coleocanis (Hoyles et al. 2002) Nouioui et al. 2018
- Gleimia europaea (Funke et al. 1997) Nouioui et al. 2018 – espèce type
- Gleimia hominis (Funke et al. 2010) Nouioui et al. 2018